# U-39 (1938)
El submarí alemany U-39 va ser un submarí tipus IXA de la Kriegsmarine que va operar des del 1938 fins als primers dies de la Segona Guerra Mundial.
El U-39 va ser el primer submarí alemany enfonsat a la Segona Guerra Mundial.

## Disseny
Com un dels vuit submarins alemanys originals de Tipus IX, posteriorment designats com a IXA, l'U-39 tenia un desplaçament de 1.032 tones a la superfície i 1.153 tones submergit. El submarí tenia una longitud total de 76,50 m, una longitud de casc a pressió de 58,75 m, una mànega de 6,51 m, una alçada de 9,40 m i un calat de 4,70 m. El submarí estava propulsat per dos motors dièsel sobrealimentats MAN M 9 V 40/46 de quatre temps i nou cilindres que produïen un total de 4.400 cavalls de potència (3.240 kW; 4.340 shp) per al seu ús en superfície, i dos motors elèctrics de doble acció Siemens-Schuckert 2 GU 345/34 que produïen un total de 1.000 cavalls de potència (740 kW; 990 shp) per al seu ús en submergit. Tenia dos eixos i dues hèlixs d'1,92 m (6 peus). El vaixell era capaç d'operar a profunditats de fins a 230 metres (750 peus).
El submarí tenia una velocitat màxima en superfície de 18,2 nusos (33,7 km/h) i una velocitat màxima en submergir-se de 7,7 nusos (14,3 km/h). Quan estava submergit, el vaixell podia navegar entre 65 i 78 milles nàutiques (120 i 144 km) a 4 nusos (7,4 km/h); quan sortia a la superfície, podia recórrer 10.500 milles nàutiques (19.400 km) a 10 nusos (19 km/h). El U-39 estava equipat amb sis tubs llançatorpedes de 53,3 cm (21 polzades) (quatre instal·lats a la proa i dos a la popa), 22 torpedes , un canó naval SK C/32 de 10,5 cm (4,13 polzades), 180 projectils i un SK C/30 de 3,7 cm (1,5 polzades) , així com un canó antiaeri C/30 de 2 cm (0,79 polzades). El vaixell tenia una dotació de quaranta-vuit persones.

## Historial de servei
Va ser encarregat per la Kriegsmarine el 29 de juliol de 1936 com a part del programa de rearmament (Aufrüstung) a Alemanya, que era il·legal segons els termes del Tractat de Versalles. La quilla del U-39 va ser col·locada el 2 de juny de 1937 per DeSchiMAG AG Weser de Bremen. Va ser comissionat el 10 de desembre de 1938 amb el Kapitänleutnant Gerhard Glattes al comandament.

### Patrulla i enfonsament
El U-39 només va dur a terme una patrulla de guerra durant tota la seva carrera, com a part de la 6a Flotilla de submarins. Va salpar de Wilhelmshaven amb els U-31, U-32, U-35 i U-53, tots els quals també formaven part de la 6a Flotilla, el 19 d'agost de 1939, com a preparació per a l'inici de la Segona Guerra Mundial. Es va dirigir al Mar del Nord i finalment va circumnavegar les Illes Britàniques. Abans del seu enfonsament, el U-39 va ser atacat al Mar del Nord el 10 de setembre mentre es dirigia a les Illes Britàniques. Va rebre una càrrega de profunditat d'un vaixell britànic no identificat i es va veure obligat a submergir-se a 100 metres (328 peus) per escapar de l'atac.
El 14 de setembre de 1939, després de només 27 dies al mar, el U-39 va disparar dos torpedes contra el portaavions britànic HMS Ark Royal, davant de Rockall Bank, al nord-oest d'Escòcia. Els vigies van veure les traces dels torpedes i l'Ark Royal es va girar cap a l'atac, reduint la seva secció transversal i fent que tots dos torpedes fallessin i explotessin abans d'arribar al seu objectiu. Després de l'atac fallit, tres destructors britànics a prop de l'Ark Royal, el HMS Faulknor, el Firedrake i el Foxhound van detectar el U-39 . Els tres destructors van carregar en profunditat contra el submarí i, segons després que el Firedrake llancés les seves càrregues de profunditat, el U-39 va emergir. El Foxhound , que era el més proper al submarí, va recollir 25 membres de la tripulació, mentre que el Faulknor en va rescatar 11 i el Firedrake va salvar els vuit restants. Els tripulants van ser desembarcats a Escòcia i van passar la resta de la guerra en diversos camps de presoners de guerra, inclosa la Torre de Londres, abans de ser enviats al Canadà.
El U-39 va ser el primer de molts submarins enfonsats a la Segona Guerra Mundial; a 58° 32′ N, 11° 49′ O / 58.533°N,11.817°O.

### Conseqüències
Quatre altres submarins es van unir al submarí U-39 en la seva patrulla desafortunada, l'U-31, l'U-32, l'U-35 i l'U-53, tots . Segons un informe de la Seekriegsleitung (Comandament Naval Suprem Alemany) del 22 de setembre de 1939, l'U-32 i l'U-53 es dirigien de tornada al seu port base de Kiel, mentre que només l'U-31 i l'U-35 romanien a la zona operativa al nord de les Illes Britàniques. Segons el pla, l'U-39 també hauria d'haver dirigit cap a Kiel. Tanmateix, no hi havia hagut contacte amb el submarí durant diversos dies. La manca de resposta de l'U-39, malgrat diverses sol•licituds per indicar la seva ubicació actual, va començar a alimentar els rumors que s'havia enfonsat. Aquesta creença va ser confirmada més tard per una transmissió de ràdio britànica que detallava l'arribada dels primers presoners de guerra alemanys que eren membres de la Kriegsmarine, a una estació de tren de Londres uns dies després.